# Rúpa
A rúpa a hinduizmusban és a buddhizmusban általában az anyagi tárgyakra vonatkozik, amely főleg a megjelenésre vonatkozik.

## Buddhizmus
Általánosságban véve a rúpa buddhista fogalom az anyagi forma kifejezésére, amelybe beletartozik mind a test és a külső anyagok.
A páli kánonban a rúpa háromféle szövegkörnyezetben szerepel:
- rúpa-khandha – „anyagi formák”, az öt aggregátum (khandha) közül az egyik, amelyekkel minden jelenség kategorizálható  (lásd 1-es ábra).
- rúpa-ájatana – „látható tárgyak”, az érzékszervek közül a szem által érzékelhető tárgyak, a szem az egyik érzékelési alap (ájatana), amellyel a világ észlelhető (lásd 2-es ábra).
- námarúpa – „név és forma” vagy „tudat és test”, amely a függő keletkezés láncolatában (paticcsa-szamuppáda) a tudatból keletkezik, és amely elvezet az érzékelési alapok fellépéséhez.

Ezen kívül, általánosságban a rúpa azokra a szobrokra is vonatkozhat, amelyek valamelyik buddhát ábrázolják – lásd: buddharúpa.

### Rúpa-kandha
A rúpa nem a materializmus által leírt metafizikai szubsztancia. Az anyagi mivoltján felül a rúpa azt is jelenti, hogy érzékszervvel érzékelhető — például egy tapintható tárgy. Valójában a rúpa fontosabb jellemzője az, hogy érzékelhető, mint hogy anyag: minden máshoz hasonlóan, a rúpát is a funkciójával lehet meghatározni. Anyagként a rúpát hagyományosan kétféleképpen szokták elemezni: négy elsődleges elemként (páli, mahábhúta); illetve 10 vagy 24 másodlagos elemként.

#### Négy fő elem
A létező rúpa a négy elsődleges vagy nem származékos elemből áll:   
- föld vagy szilárdság
- tűz vagy hő
- víz vagy tapadás
- levegő vagy mozgás

#### Származékos anyagok
Az Abhidhamma-pitakában és a későbbi páli irodalmakban, a rúpa további elemzésre kerül tíz, huszonhárom, vagy huszonnégy másodlagos vagy származékos (upádá) anyagként. A tíz másodlagos anyag a következő:
- szem
- fül
- orr
- nyelv
- test[4]
- alak
- hang
- szag
- íz
- érintés[5]

A huszonnégyes felsoroláskor a következő 15-öt adják hozzá a fent tíz első kilenc tagjához:
- nőiség
- férfiasság vagy virilitás
- élet vagy vitalitás
- szív vagy szív-alap[6]
- fizikális jelzések (szándékot kifejező mozdulatok)
- hangjelzések
- tér elem
- fizikális könnyedség vagy pozitivitás
- fizikális képlékenység vagy plaszticitás
- fizikális alkalmasság vagy kezelhetőség
- fizikális csoportosulás vagy integráció
- fizikális megnövelés vagy karbantartás
- fizikális korosodás vagy elmúlás
- fizikális állandótlanság
- étel[7]

Összesen 23 származéktípus található, például az Abhidhamma-pitakában található Dhamma-szanganíban (pl., Dhs. 596), amely kihagyja a szív-alapot.